# Stier (HSK 6)
«Штієр» (HSK 6) — допоміжний крейсер нацистської Німеччини Крігмаріне під час Другої світової війни. Його позначення у Крігсмаріне було Schiff 23, для Королівського флоту вона була Raider J.
Ім'я «Штієр» німецькою мовою означає "бик" і також сузір'я Тельця. Він був останнім німецьким рейдером, який прорвався в Атлантику під час Другої світової війни.

## Історія служби

### Цивільна служба та мобілізація
Побудований компанією Germaniawerft у 1936 році як вантажне судно Cairo, він експлуатувався компанією Atlas Levant Line , поки в листопаді 1939 року його не реквізували для Крігсмаріне. Після участі у бойових діях як допоміжне судно у Балтійському морі його було перетворено на мінний загороджувач і планувалося використовувати під час операції «Морський лев». Після того, як цю операцію було скасовано, тепер перейменований «Штієр» був модифікований у допоміжний крейсер у квітні 1941 року, спочатку на верфі Wilton в Роттердамі, а пізніше на Oderwerke, Штетін та Kriegsmarinewerft у Готенхафені (нині Гдиня).

#### Бойовий похід
10 травня 1942 року вона залишила Німеччину для проведення операцій в Атлантиці. Рухаючись поетапно вниз по Ла-Маншу, і після бою з британськими Прибережними силами 13 числа, у якому було втрачено два торпедних катери з німецького боку і один з британського, «Штієр» досяг Руайяна в окупованій Франції 19 травня. Звідти вона вирушила під командуванням Fregattenkapitän (пізніше Kapitän zur See ) Горста Герлаха для операцій у Південній Атлантиці. Під час походу тривалістю 4 з половиною місяці вона потопила три кораблі. 

### Останній бій
27 вересня 1942 року  «Штієр» зустрів судно типу  «Ліберті» «Стівен Гопкінс», прямував з Кейптауна до Парамарибо.
Зблизившись за умов туману, обидва судна побачили один одного близько 08:52 ранку на відстані 4000 ярдів. Герлах послав своїх людей на бойових розрахунків. Капітан «Стівена Гопкінса» запідозрив невпізнане судно і вчинив так само. «Стівен Гопкінс» мав деяке озброєння для самооборони (одна 4 дюймова гармата на кормі, дві 37-мм гармати невідомої моделі спереду і 6 кулеметів), та коли по ньому відкрили вогонь, близько 08:55, американське судно активно відповіло. Воно завдала кількох ударів на «Штієру», пошкодивши його двигуни та рульовий механізм. Однак, через потужний вогонь «Штієра»,«Стівен Гопкінс» віддалилися; до 10 ранку вона затонула. Сорок двоє членів екіпажу загинули під час бою, ще троє загинули пізніше, п'ятнадцять тих, хто вижив, нарешті досягли Бразилії через 31 день. Капітан «Стівена Гопкінса», Пол Бак, був посмертно нагороджений медаллю торговельного флоту «За відмінні заслуги» за свої дії. Так само був нагороджений і кадет Академії торгового флоту США Едвін Джозеф О'Хара, який самотужки зробив останні постріли з корабельної 4-дюймової гармати.
Тим часом «Штієр»  був серйозно пошкоджений: не міг рухатися вперед і не реагував на штурвал. Герлах ухвалив рішення потопити корабель і не дати йому потрапити в руки союзників. Після підриву затоплюючих зарядів «Штієр» затонув об 11:40.  Усі члени її екіпажу, крім двох, вижили в бою та повернулися до Франції на німецькому судні постачання «Таненфелс», який супроводжував «Штієра» під час бою.